# 250
250 (CCL) je bilo navadno leto, ki se je po julijanskem koledarju začelo na torek.

## Dogodki
- 1. januar

## Rojstva
- 31. marec, Konstancij Klor, rimski cesar, († 306)

## Smrti
- Nagardžuna, indijski budistični filozof (* okoli 150)